# Bulbophyllum exaltatum
Bulbophyllum exaltatum är en orkidéart som beskrevs av John Lindley. Bulbophyllum exaltatum ingår i släktet Bulbophyllum och familjen orkidéer. Inga underarter finns listade i Catalogue of Life.